# Artur Schöneburg
Artur Schöneburg (* 11. Februar 1905 in Gera, Fürstentum Reuß jüngerer Linie; † 14. April 1959) war ein deutscher Landtagsabgeordneter (SPD), Widerstandskämpfer gegen den Nationalsozialismus, SED-Stadtvorsitzender von Gera und Leiter eines VEB in Saalfeld.

## Leben
Schöneburg besuchte die Volksschule und machte eine Lehre als Schlosser.
Er trat 1921 in die Sozialistische Arbeiterjugend (SAJ) und 1923 in die Sozialdemokratische Partei Deutschlands (SPD) ein. 1925 nahm er an einem Kursus an der Heimvolkshochschule Tinz teil. 1926 gehörte er zu den Teilnehmern einer Delegationsreise in die UdSSR. Er gehörte zu den Thüringer Sozialdemokraten, die frühzeitig für ein Zusammengehen mit der Kommunistischen Partei Deutschlands (KPD) eintraten. 1932 wurde er Landtagsabgeordneter im Thüringer Landtag mit dem Mandat der SPD.
Nach der Machtergreifung der Nationalsozialisten 1933 verlor er, wie alle Sozialdemokraten, sein Landtagsmandat am 23. Juni 1933. Danach nahm er aktiv am illegalen Widerstand gegen das NS-Regime teil und engagierte sich in der Gruppe „Neu Beginnen“. 1934 wurde er verhaftet, musste aber nach einigen Monaten wieder freigelassen werden. 1940 wurde er zum Strafbataillon 999 einberufen und geriet in Ägypten bei Kriegsende in britische Kriegsgefangenschaft.
Als die NS-Diktatur beseitigt war, kehrte er im März 1946 nach Thüringen zurück, wurde Mitglied der Sozialistischen Einheitspartei Deutschlands (SED) (die SPD gab es nach der Zwangsvereinigung von SPD und KPD zur SED nicht mehr) und wirkte in deren Thüringer Landesvorstand mit. Zugleich amtierte er als SED-Vorsitzender in Gera. 1948 gehörte er dem 1. Volksrates der SBZ an.
Im Sommer 1949 wurde er wegen angeblicher „politischer Überheblichkeit“ und fehlender Durchsetzungskraft gegenüber Anhängern Kurt Schumachers seiner Parteifunktionen enthoben. Er besuchte danach eine Parteischule und leitete bis 1959 einen volkseigenen Werkzeugmaschinenbau-Betrieb in Saalfeld.
Der SPD-Politiker Rolf Schwanitz (* 1959) ist sein Enkel.